# Römisch-Germanisches Museum
Het Römisch-Germanisches Museum (Nederlands: Romeins-Germaans Museum) is een van de meest bezochte musea in Keulen en werd in 1946 geopend. Het museum is gevestigd naast de Dom van Keulen boven de resten van een Romeinse stadsvilla uit de derde eeuw. De huidige accommodatie dateert uit 1974. De collectie van het museum bevat vele archeologische vondsten van Colonia Claudia Ara Agrippinensium (CCAA), de oude Romeinse stad die in de loop van de geschiedenis zich tot het moderne Keulen ontwikkelde en waarop de huidige stad gebouwd is. De collectie van het museum was eerder deel van de collectie van het Wallraf-Richartz-Museum.

## Collectie
In het Römisch-Germanisches Museum zijn (meestal archeologische) vondsten te zien van de Oudheid, vooral het Romeinse tijdperk tot aan het begin van de Middeleeuwen. Vanaf de Middeleeuwen sluit het Kölnisches Stadtmuseum op de collectie aan. Tot de topstukken behoren het grote Dionysusmozaïek uit de stadsvilla en het 14,60 m. hoge grafmonument voor de Romeinse officier Lucius Poblicius. Er zijn kunstwerken en sieraden te zien, inscripties (zoals de "CCAA" die op een van de Romeinse stadspoorten was aangebracht), maar ook alledaagse dingen van de Ubiërs en de Romeinen die in en om Keulen leefden.

## Bijzondere gebeurtenissen
- In 1999 vond in Keulen de top van de G8 plaats. De onderhandelingen vonden in het Römisch-Germanisches Museum op het Dionysusmozaïek plaats.
- In 2007 werd tijdens een orkaan het Dionysusmozaïek beschadigd door een afdekking van de fontein voor de Dom van Keulen. Deze werd door de glazen front van het museum heen geblazen en kwam op het mozaïek terecht. Het mozaïek werd zwaar beschadigd, maar het herstel is een jaar later met succes afgesloten.
- Er is in de binnenstad van Keulen tot 2010 een ondergrondse tramlijn aangelegd, die van het station Köln Hauptbahnhof naar het zuiden loopt, dwars door het historische centrum. Hierbij is een groot aantal nieuwe aanwinsten voor het museum uitgegraven.

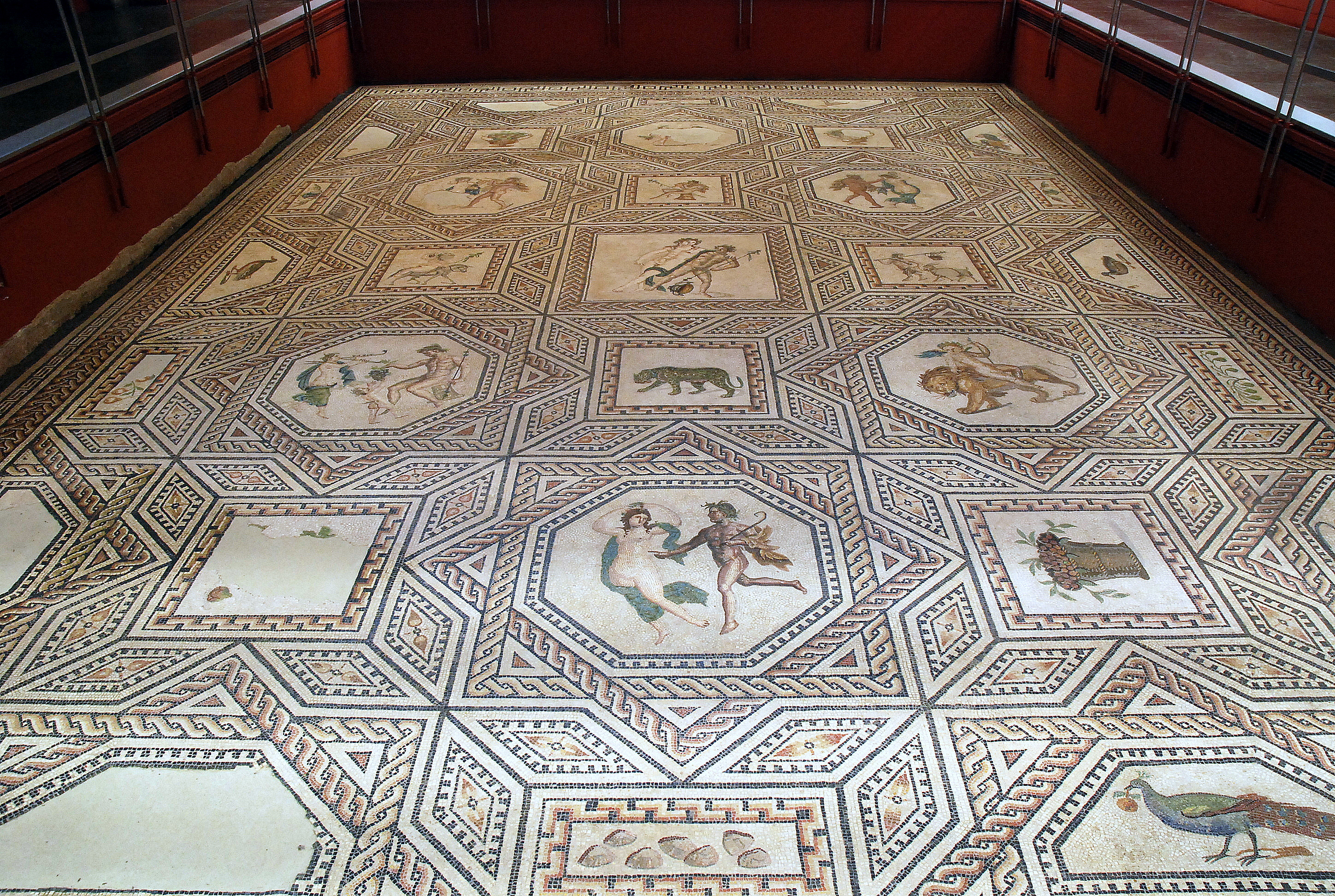
Dionysosmozaïek (3e eeuw na Chr.)
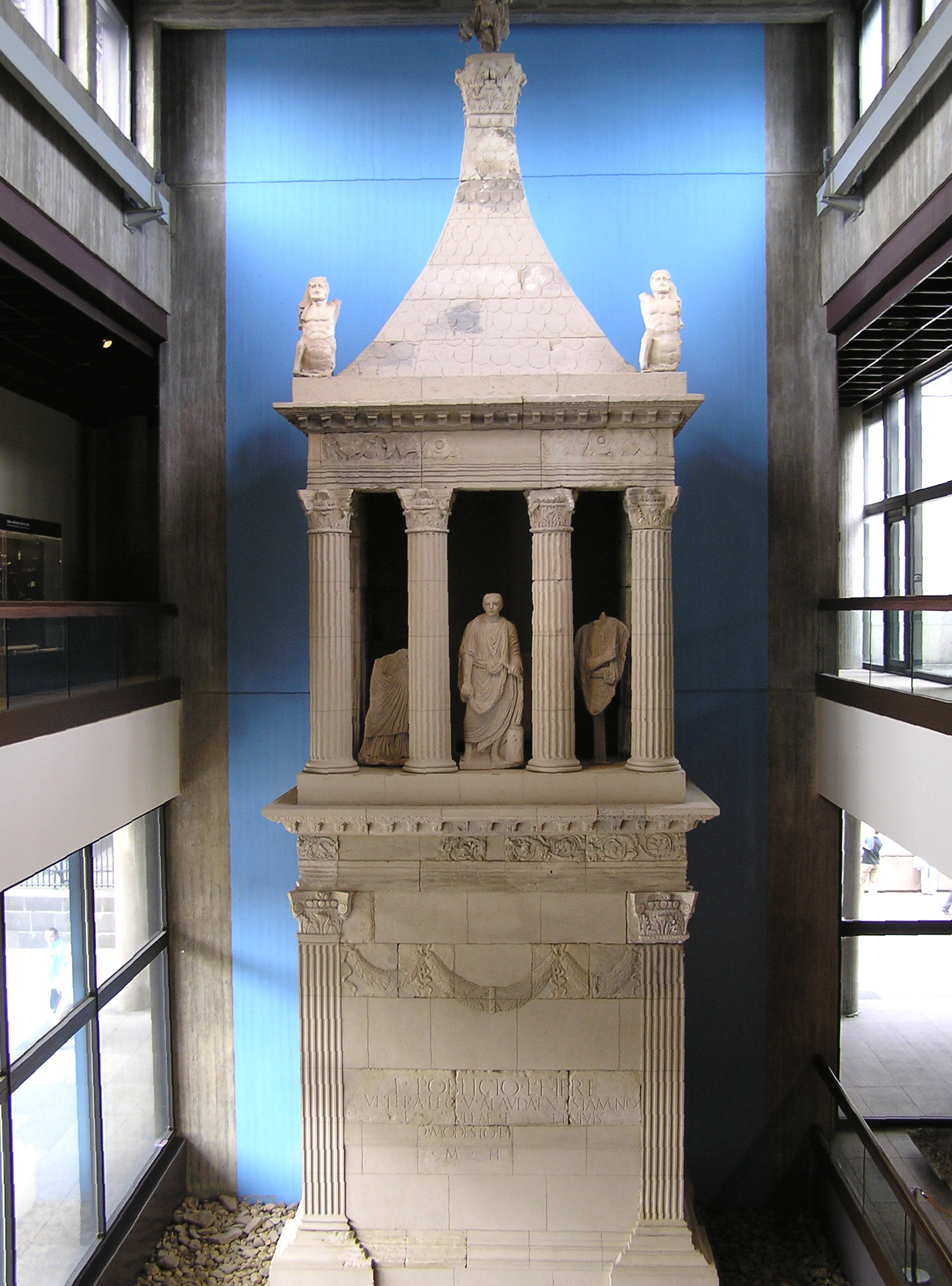
Grafmonument van Poblicius (ca. 40 na Chr.)
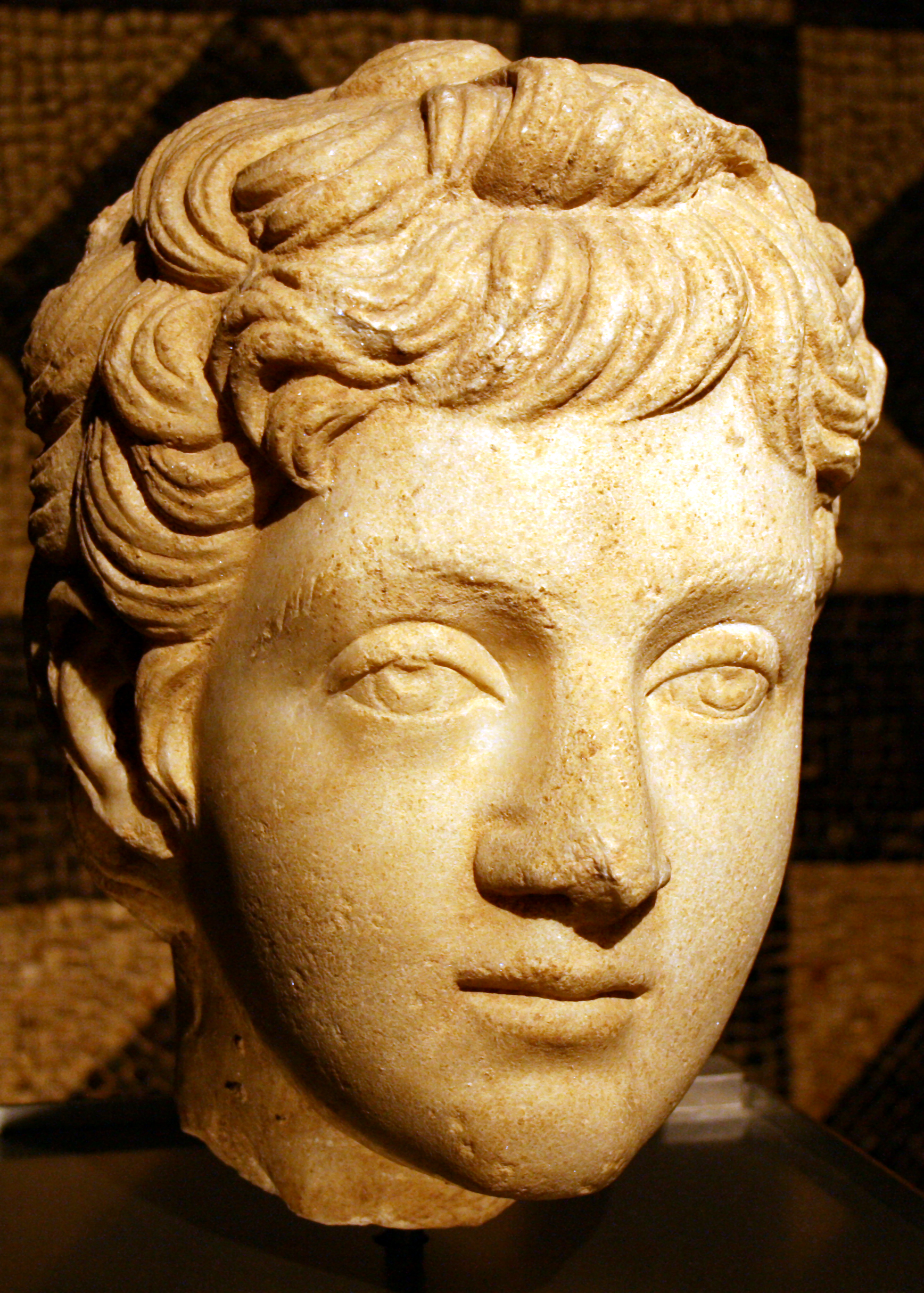
Portret van Commodus (2e eeuw na Chr.)
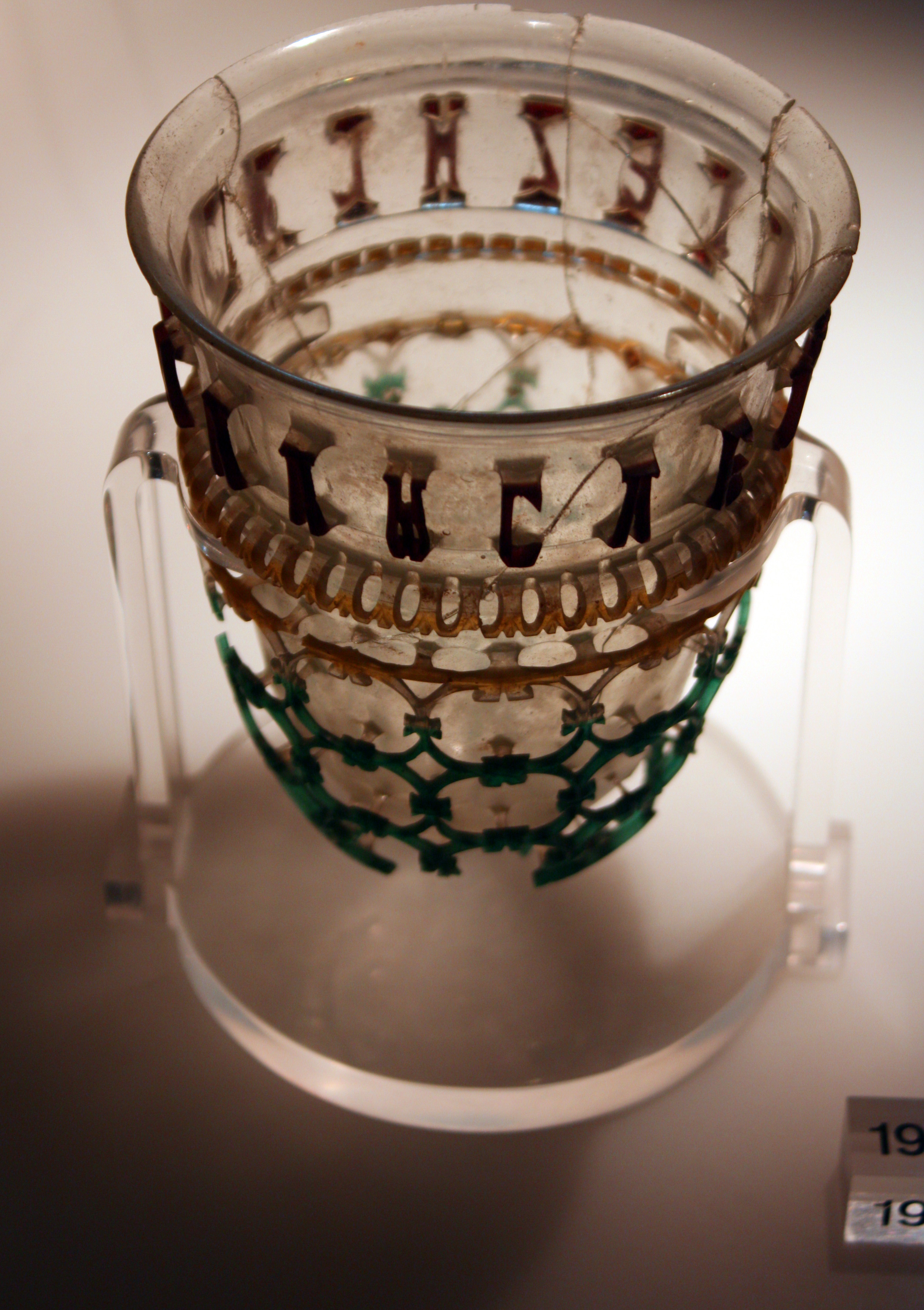
4e-eeuws glas